# Бриджес, Кэлвин
Кэлвин Бриджес (11 января 1889, Schuyler Falls, Нью-Йорк[…] — 27 декабря 1938[…], Лос-Анджелес, Калифорния) — американский учёный, биолог и генетик, чьи работы были посвящены разработке хромосомной теории наследственности, в частности, исследованию хромосомных механизмов определения пола, генетическому картированию хромосом у Drosophila melanogaster, изучению политенных хромосом двукрылых.

## Биография
В 1912 году окончил Колумбийский университет.
В 1910—1928 годах работал работал в лаборатории Т. Х. Моргана.
С 1928 года работал в Калифорнийском технологическом институте.
Член Национальной академии наук США.
В 1933 году по приглашению Н. И. Вавилова К. Бриджес приезжал на четыре месяца в Ленинград в Институт генетики АН СССР. Среди его российских учеников, обучавшихся методике приготовления препаратов политенных хромосом, была и классик отечественной цитогенетики А. А. Прокофьева-Бельговская.